# Avatar (filme)
Avatar é um filme épico de ficção científica estadunidense de 2009, escrito e dirigido por James Cameron, e estrelado por Sam Worthington, Zoë Saldaña, Michelle Rodriguez, Sigourney Weaver e Stephen Lang. O filme, que foi produzido pela Lightstorm Entertainment e distribuído pela 20th Century Fox, tem seu enredo localizado no ano 2154 e é baseado em um conflito em Pandora, uma das luas de Polifemo, um dos três planetas gasosos fictícios que orbitam o sistema Alpha Centauri. Em Pandora, os colonizadores humanos e os Na'vi, nativos humanoides, entram em guerra pelos recursos naturais do planeta e pela continuação da existência da espécie nativa. O título do filme refere-se aos corpos híbridos feitos a partir do ADN/DNA misturado de humanos e Na'vi , criados por um grupo de cientistas através de engenharia genética, para interagir com os nativos de Pandora.
O desenvolvimento de Avatar começou a ser trabalhado por James Cameron em 1994, tendo escrito o rascunho de um roteiro, com cerca de 80 páginas, sendo esse seu primeiro filme após Titanic. As filmagens deveriam ter sido iniciadas logo após esse filme, e Avatar seria lançado em 1999, mas, de acordo com Cameron, a tecnologia necessária para produzir o filme a partir de sua visão ainda não estava disponível. A língua na'vi utilizada durante o filme começou a ser criada em 2005 pelo linguista Paul Frommer, e Cameron iniciou a finalização do seu roteiro e universo ficcional no início de 2006.
O orçamento oficial de Avatar foi de 237 milhões de dólares.  Porém, foi estimado um custo entre 280 milhões e 310 milhões de dólares para a produção e 150 milhões de dólares para divulgação. O filme foi lançado em 2D, 3D – usando os formatos RealD 3D, Dolby 3D, XpanD 3D e IMAX 3D – e também em 4D, na Coreia. A crítica diz que Avatar é uma inovação em termos de tecnologia cinematográfica devido ao seu desenvolvimento com visualização 3D e gravação com câmeras que foram feitas especialmente para a produção do filme, sendo um divisor de águas para questão de efeitos visuais e do cinema atual.
Avatar teve sua première em Londres, no dia 10 de dezembro de 2009. Os lançamentos no Brasil e em Portugal ocorreram nos dias 18 e 17 do mesmo mês, respectivamente. Arrecadou aproximadamente 232 milhões de dólares mundialmente em seu primeiro final de semana de lançamento, a sétima maior arrecadação em um primeiro final de semana da história do cinema e a maior para um filme original, que não é adaptação ou sequência. Em menos de um mês, Avatar superou um bilhão de dólares de faturamento – o quinto filme a alcançar essa cifra –, superando Titanic com a maior bilheteria da história; manteve-se na posição continuamente até julho de 2019, quando foi ultrapassado por Avengers: Endgame, mas retornou ao primeiro lugar após um relançamento na China em março de 2021. Também tornou-se o primeiro filme a alcançar mais de dois bilhões em bilheteria. Depois desse faturamento, James Cameron confirmou que seria lançada uma sequência do filme, e, possivelmente, uma terceira, formando uma trilogia. Avatar foi nomeado em nove categorias do Oscar, incluindo Melhor Filme e Melhor Diretor, porém foi premiado apenas em três categorias: Melhor Fotografia, Melhores Efeitos Visuais e Melhor Direção de Arte.

## Enredo

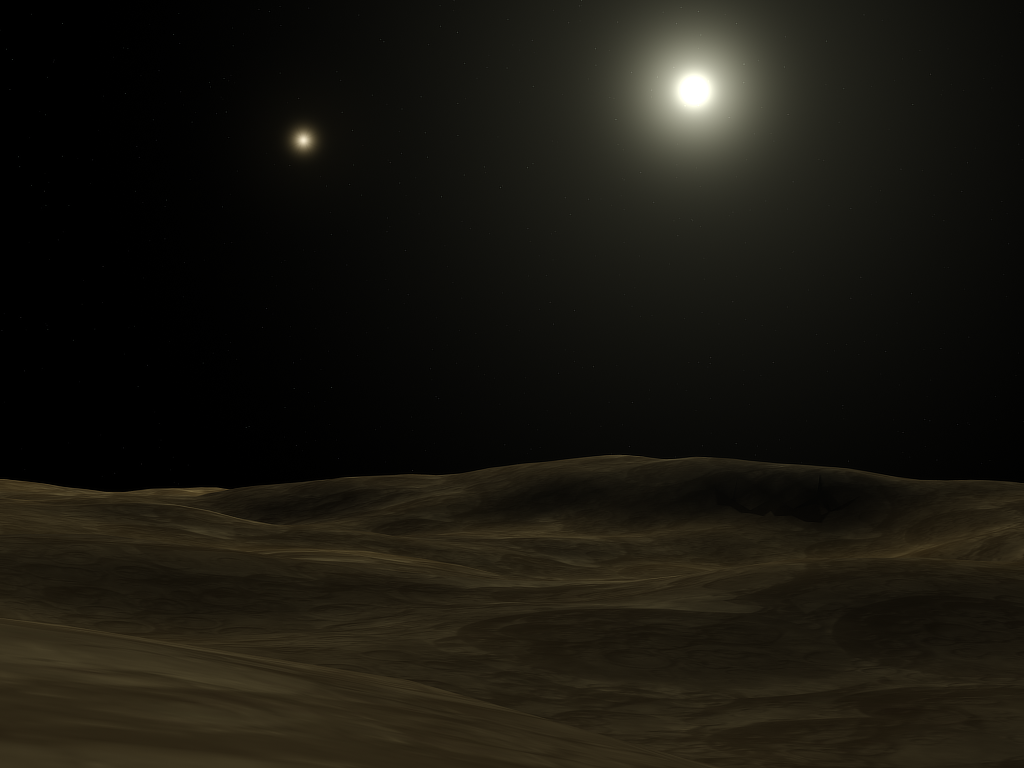
Concepção artística de Alfa Centauro A vista de um planeta orbitante hipotético

No ano 2154, a corporativa humana RDA explora minério em Pandora, uma das luas de Polifemo, um dos três gigantes gasosos fictícios orbitando Alpha Centauri, a 4,4 anos-luz da Terra. Os humanos têm o objetivo de explorar em Pandora as reservas de um precioso minério chamado Unobtainium. Parker Selfridge (Giovanni Ribisi), chefe da operação mineradora, emprega ex-soldados e ex-fuzileiros como mercenários.
Pandora é habitado por uma espécie de humanoides chamada Na'vi. Medindo quase 3 metros de altura, com cauda, ossos naturalmente reforçados com fibra de carbono e pele cor azul, os Na'vi vivem em harmonia com a natureza e são considerados primitivos pelos humanos. Eles veneram a deusa da vida, chamada Eywa. Os humanos não são capazes de respirar na atmosfera de Pandora, a qual é rica em dióxido de carbono, metano e amônia. Além disso, não têm uma convivência pacífica com os Na'vi por não entenderem sua cultura de venerar e sentir profundamente a natureza.
Os pesquisadores humanos coordenados por Dra. Grace Augustine (Sigourney Weaver) criaram o Programa Avatar, híbridos humano-Na'vi geneticamente modificados. Um humano que compartilhe material genético com um Avatar é mentalmente ligado e pode se conectar através de conexões neurais que permitem o controle do corpo do Avatar. Jake Sully (Sam Worthington) é um ex-fuzileiro paraplégico, que vai para Pandora querendo dinheiro para uma operação que o curaria da paralisia. O irmão gêmeo de Jake, Thomas, era um cientista do programa Avatar e ao morrer, Jake é chamado para assumir seu lugar no programa por sua similaridade genética que permitiria compatibilidade com o Avatar do irmão. Dra. Augustine não fica contente com a substituição, pois o irmão de Jake era um cientista com anos de treinamento para participar do programa. Jake, por sua vez, nunca usou um Avatar e não tem nenhum conhecimento sobre a cultura Na'vi. A equipe de pesquisa deixa que ele participe do programa, tendo-o mais como um segurança do que como um cientista.
Quando Jake está servindo de escolta para Grace e o biólogo Norm Spellman (Joel David Moore) em forma de Avatar, ele é atacado por uma criatura local e se perde do resto do grupo. Na selva, é salvo por uma Na'vi fêmea, Neytiri (Zoë Saldaña). Neytiri inicialmente quer deixar Jake, mas após ele ser coberto por sementes da Árvore da Vida, decide levá-lo para a Árvore-Lar, onde mora seu clã, os Omaticaya.
Quando o Coronel Miles Quaritch (Stephen Lang) ouve sobre a ligação próxima de Jake aos Na'vi, que está sendo ensinado sobre Pandora por Neytiri, promete-lhe pernas funcionais em troca de convencer os Omaticaya a saírem da Árvore-Lar, que fica sobre uma imensa reserva de Unobtainium. Em três meses, Jake acaba se envolvendo com os Na'vis e  se apaixona pelo planeta Pandora, sua cultura e seu modo de vida e começa a preferir o modo de vida dos Na'vi, se une aos Omaticaya e inicia um relacionamento com Neytiri, Jake desiste da sua missão e passa a se considerar parte dos Na'vis e do Planeta Pandora. Sua mudança de lealdade é demonstrada quando Jake ataca máquinas da RDA que vieram destruir a Árvore-Lar. Ao ver o acontecimento, Quaritch desliga Jake de seu avatar, e descobre um vídeo-diário em que Jake diz que os Na'vi jamais deixarão a região. Isso faz Quaritch ordenar a destruição da Árvore, e Grace discorda, dizendo que afetaria a rede neural bio-botânica de Pandora. Parker Selfridge dá a Grace e Jake uma hora para eles convencerem os Na'vi a abandonarem a área.
Porém ao revelarem a missão, os Omaticaya consideram Jake e Grace traidores, e os aprisionam. Quaritch ataca a Árvore-Lar, matando muitos Omaticaya, inclusive Eytucan (Wes Studi) chefe do clã e pai de Neytiri. Jake e Grace são desconectados dos Avatares e aprisionados junto com Norm. A piloto Trudy Chacon (Michelle Rodriguez), revoltada com as ações recentes, os libertam. Na fuga, Grace é baleada por Quaritch. Com Grace morrendo, Jake resolve pedir ajuda aos Omaticaya. Após domar o Toruk, uma besta que só cinco Na'vi conseguiram montar, Jake voa até a Árvore das Almas, onde os Omaticaya se refugiaram, e pede a ajuda deles para salvar Grace. Há uma tentativa de transferir a alma de Grace para seu avatar, mas os ferimentos da cientista são graves demais e ela morre.
Jake e Tsu'Tey (Laz Alonso), o novo líder Omaticaya, usam o Toruk para voar até os diferentes clãs Na'vi e convencê-los a se juntar em sua luta. Depois, Jake reza para Eywa, pedindo sua ajuda - as tropas de Quaritch planejam destruir a Árvore das Almas. Na batalha que segue, muitos Na'vi morrem, incluindo Tsu'Tey e Trudy, e a derrota parece próxima, mas então como um milagre, Eywa, a deusa dos Na'vis resolve intervir na batalha fazendo  a fauna de Pandora atacar e tirar a vantagem da RDA. Jake destrói um bombardeiro, e Quaritch retalia atacando o prédio onde está a cápsula de controlar avatares com o corpo de Jake. Jake é exposto a atmosfera e quase morre, mas é salvo por Neytiri após esta matar Quaritch.
Selfridge e os militares são expulsos de Pandora, mas os Na'vi deixam os cientistas permanecerem. Os Omaticaya tomam posse da fortaleza humana para eles e a tornam sua nova casa. Jake se torna líder dos Omaticaya, e tem sua alma transferida permanentemente para seu avatar por meio da Árvore das Almas.

## Elenco e personagens

### Humanos
|                                                                                  |  |  |
| Sam Worthington (Jake Sully) e Zoë Saldaña (Neytiri), os protagonistas do filme. |  |  |

- Sam Worthington como Jake Sully, um ex-fuzileiro naval confinado a uma cadeira de rodas. Ele foi selecionado para o programa Avatar em substituição ao seu irmão gêmeo morto por terem genoma idêntico e, consequentemente, compatibilidade com o Avatar já produzido para o irmão. O Avatar de Jake é levado por Neytiri ao seu clã Na'vi, onde ele lentamente aprende sua língua e seus costumes.[27]
- Sigourney Weaver como Dra. Grace Augustine, uma experiente botânica que vive em Pandora há 15 anos e dirige o projeto Avatar. Ao longo dos anos em que trabalhou em Pandora, ela catalogou a flora do planeta, aprendeu a língua dos nativos e os ensinou inglês.[carece de fontes?]
- Michelle Rodriguez como Trudy Chacon, uma piloto da marinha americana.[carece de fontes?]
- Giovanni Ribisi como Parker Selfridge, administrador da estação em Pandora.[carece de fontes?]
- Joel David Moore como Norm Spellman, um biólogo que estuda a natureza de Pandora no laboratório de Dra. Augustine.[carece de fontes?]
- Stephen Lang como o Coronel Miles Quaritch, principal vilão do filme. O Coronel tem como missão retirar os Na'vi do clã Omaticaya da árvore onde vivem e não poupa esforços militares para cumpri-la.[carece de fontes?]
- Dileep Rao como Dr. Max Patel, um cientista que trabalha no Programa Avatar e no laboratório da Dra. Augustine.[carece de fontes?]

### Navi
- Zoë Saldaña como Neytiri, a princesa do clã Omaticaya. Neytiri é a responsável por levar Jake ao seu clã e ensiná-lo seus costumes.[carece de fontes?]
- CCH Pounder como Mo'at, rainha do clã e sua Tsahik, líder espiritual. Mãe de Neytiri.[carece de fontes?]
- Laz Alonso como Tsu'Tey, um dos mais bravos guerreiros Na'vi e noivo prometido de Neytiri.[carece de fontes?]
- Wes Studi como Eytucan, o Olo'eyktan, líder guerreiro do clã Omaticaya, marido de Mo'at e pai de Neytiri.[carece de fontes?]

### Criaturas
- Banshee: São animais alados nativos de Pandora. Eles representam um rito de passagem na vida dos aspirantes a guerreiro Na’vi que devem escolher um animal para domá-lo e montá-lo. São extremamente difíceis de montar, por isso, conseguir domá-lo representa assumir uma posição de prestígio no clã. Acredita-se que exista uma conexão "cerebral" entre o animal e seu cavaleiro que permite que os movimentos do animal durante o voo sejam precisos e a montaria fique aparentemente fácil. O banshee é altamente adaptado ao voo e ao ambiente de Pandora, que tem gravidade menor que a da Terra. O ar do planeta também é mais denso, e o animal precisa de muita força para se deslocar nos céus. O Banshee das montanhas é altamente adaptado para voos. Seus ossos são ocos e cheios de ar. Possuem músculos bem desenvolvidos e ligados especialmente ao externo, permitindo movimentos poderosos e necessários para subir cada vez mais alto, e com a fusão na espinha dorsal o seu tronco é fortalecido dando suporte para as asas. E apesar de se parecere com um reptil, sua anatomia é muito próxima dos pássaros. Seu nome Na’vi é ikran.[28]
- Leonopteryx: É rei dos predadores dos ares, listrado de vermelho, amarelo e preto, suas asas chegam a 24,5 metros quando abertas. Seu nome Na’vi é toruk, significando "última sombra", em alusão a ser a última sombra que alguém vai ver, antecedendo seu ataque. Por ser um animal belo e feroz tem um lugar central no folclore e na cultura Na’vi. Ele é lembrado na dança, música e totens que simbolizam o medo e o respeito pela criatura.[carece de fontes?]
- Hexapede: Se assemelha a um antílope, é azul e tem listas azuis-claras e brancas ao redor do corpo.Ele tem um couraça verde ao redor de cabeça em forma de juba , ele usa sua couraça para mostrar que é superior a qualquer ameaça que lhe aparece e para se comunicar com outros da mesma espécie.Seu nome Na'vi é rosemane.[carece de fontes?]
- Direhorses: Lembram os cavalos terrenos, porém com vários detalhes importantes a mais. São animais herbívoros que possuem duas finas e longas antenas, uma de cada lado da cabeça. Os cientistas acreditam que o toque nas antenas transmite ao animal a sensação de prazer e carinho. As antenas ajudam também na troca de alimento, senso de direção e também como alerta para perigos. Cameron, diretor do filme, descreve o animal como um "cavalo da raça Clydesdale alienígena, de seis patas, com antenas de mariposa".[carece de fontes?] Estes animais são adaptados ao terreno acidentado de Pandora e os guerreiros Na’vi usam em batalhas. Seu nome Na’vi é pa'li.[29]
- Thanator: É a mais temida das criaturas de Pandora. " É a pantera do inferno", descreve o realizador John Rosengrant, do Stan Winston Studios. Sua musculatura é impressionante e fornece força e energia para longas corridas e saltos. Mesmo os destemidos Na’vi são surpreendidos pela abordagem da criatura. Os sentidos thanator são tão altamente desenvolvidos, que, dependendo das condições atmosféricas, podem detectar presas até treze quilômetros de distância.Seu nome Na’vi é palulukan.[30]
- Viperwolves: Este animal conta com seis patas, corpo magro, mas muito poderoso que lhe permite viajar longas distâncias em busca de presas.Seus olhos verdes podem enxergar tanto durante o dia quanto à noite e sua percepção de profundidade é incrível. Acredita-se que o Viperwolve pode sentir presa por mais de oito quilômetros de distância. Poucos predadores, incluindo o banshee, tentariam um ataque a um Viperwolve, que quase sempre anda a caçar em grupo. Cameron descreve o animal como "desprovidos de pelos, com pele brilhosa que equivale a uma armadura. O mais assustador são as patas deles, que parecem mãos de couro".[carece de fontes?] Seu nome Na’vi é nantang,[31]
- Hammerhead Titanothere: Grandes herbívoros terrestres com couraça corporal, seis patas e uma cabeça em forma de uma marreta na horizontal que se assemelha à de um tubarão-martelo. Esta enorme criatura viaja em pequenos rebanhos ou matilhas pelos pastos. É moderadamente social, mas também extremamente territorial e hierárquica. Exibe ameaça constante, visível e audível, durante grande parte do dia. São criaturas que se irritam com certa facilidade e muitas vezes ao dia, normalmente o suficiente para fazer qualquer criatura de Pandora sair correndo para se proteger. Seu nome Na'vi é angtsìk[32]
- Stingbat: Animais alados similares aos morcegos e Banshees, porém, menores. Seu nome Na'vi é riti.[carece de fontes?]
- Prolemuris: Animais arborícolas de braços que se bifurcam em dois antebraços. São semelhantes aos lêmures ou outros primatas terrestres. Seu nome Na'vi é syaksyuk[carece de fontes?]
- Fã Lizard: Pequenos animais que possuem semelhança com nossos lagartos, mas possuem a capacidade de voar com uma "asa" espiral em rotação nas costas. Seu nome Na'vi é kenten[carece de fontes?]
- Tapirus: Animal que é como um porco que vive em Pandora. Em um planeta com predadores aperfeiçoados o Tapirus preenche o papel lamentável de presa perfeita. Seu nome Na'vi é fwampop.[carece de fontes?]

## Produção

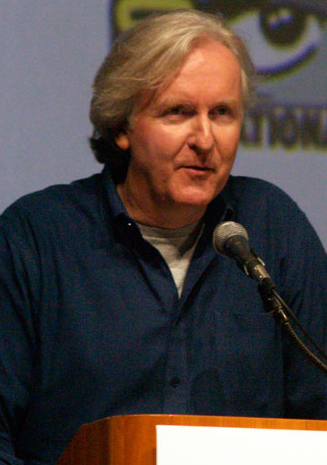
James Cameron na San Diego Comic-Con de 2009 promovendo o filme

James Cameron começou a escrever o roteiro em 1995, buscando inspiração em toda ficção científica que lia quando criança, em particular as aventuras de John Carter em Marte na série Barsoom de Edgar Rice Burroughs, além das histórias de aventuras na selva de Henry Rider Haggard. O cineasta explicou que Avatar possui temas compartilhados como os filmes Brincando nos Campos do Senhor, A Floresta de Esmeraldas e Princesa Mononoke que mostram confrontos entre culturas e civilizações. Ele também reconhece a conexão com Danças com lobos, onde um soldado vive em uma cultura tribal contra quem lutou inicialmente.
O texto final fora feito em 2006, com a ajuda de um linguista da USC para criar o idioma dos extraterrestres. Cameron anunciou a produção em 2005 como "Projeto 880", que seria um dos seus futuros projetos junto com uma adaptação de mangá, Battle Angel. Em fevereiro de 2006, Cameron anunciou que o "Projeto 880" era uma reformulação de Avatar, um filme que ele tentou produzir anos antes, e ele faria o filme antes de Battle Angel. Em Novembro de 2006, Cameron declarou que caso Avatar faça sucesso, ele se disponibilizaria a fazer 3 continuações.[carece de fontes?]
Em 2007, a Paramount Pictures anunciou uma adaptação da animação Avatar: A Lenda de Aang para o cinema, sob direção de M. Night Shyamalan. Como o título Avatar já estava registrado pela 20th Century Fox para o filme de James Cameron, os estúdios entraram em conflito, forçando a Paramount a mudar o título do filme de Avatar: The Last Airbender para apenas The Last Airbender.
Avatar foi filmado em 3D, com os atores sendo transformados em versões digitais por captura de movimento. Cameron disse que optou por esse sistema pelos avanços trazidos em personagens como Gollum, King Kong e Davy Jones.
É a produção mais cara da história do cinema, em sentido técnico, com orçamento estimado em 500 milhões de dólares. Foram 237 milhões de dólares apenas para a execução do filme, sendo a 4.ª produção mais cara da história do cinema. Os outros 263 milhões de dólares foram gastos nas novas tecnologias e marketing.[carece de fontes?]
Os efeitos visuais, criaturas digitais e ambientes virtuais foram produzidos principalmente pelas empresas de Peter Jackson e George Lucas, WETA Digital e Industrial Light & Magic, respectivamente. Cameron preferiu a WETA depois de assistir ao O Senhor dos Anéis: As Duas Torres e testemunhar aos resultados técnico-realistas de Gollum, e depois, em O Senhor dos Anéis: O Retorno do Rei, e testemunhar o resultado espetacularmente fantasioso do qual ele precisava. A ILM fora utilizada para "dar vida" às grandes explosões na trama (sendo essa é uma das especialidades da empresa, em especial na saga Star Wars) e, também, como reforço para dar mais realidade a tudo o que era produzido pela WETA e as outras empresas envolvidas.[carece de fontes?]

### Música e trilha sonora
O compositor James Horner fez a trilha sonora do filme, sua terceira colaboração com James Cameron depois de Aliens, o Resgate e Titanic. Horner gravou partes da trilha com um pequeno coral cantando na língua alien dos Na'vi em março de 2008. Ele também trabalhou com Wanda Bryant, uma etnomusicóloga, para criar a cultura musical dos Na'vi.
A cantora inglesa Leona Lewis foi escolhida para cantar a música tema do filme, chamada "I See You". 

## Recepção
No site agregador de críticas Rotten Tomatoes, 81% das 334 resenhas dos críticos são positivas, com uma classificação média de 7,5/10. O consenso do site diz: "Pode ser mais impressionante a nível técnico do que como peça narrativa, mas Avatar reafirma o talento singular de James Cameron para a produção cinematográfica imaginativa e envolvente." O Metacritic, que usa uma média ponderada, atribuiu ao filme uma pontuação de 83 em 100, baseado em 38 críticos, indicando "aclamação universal". Alguns críticos previam um fracasso comercial (similar ao que diziam sobre Titanic antes de virar a maior bilheteria da história), mas o filme estreou faturando 232.180.000 de dólares mundialmente em seu primeiro fim de semana, com 77 milhões apenas nos Estados Unidos. Também iniciou no topo das bilheterias de Brasil — com 8,4 milhões de reais e 750 mil espectadores — e Portugal — 1.186.227,98 de euros e 209.637 espectadores. Em 3 de janeiro de 2010 Avatar se tornou o quinto filme a ultrapassar a bilheteria global de 1 bilhão de dólares, depois de Titanic, O Senhor dos Anéis: O Retorno do Rei, Piratas do Caribe: O Baú da Morte e Batman: O Cavaleiro das Trevas. Até 31 de janeiro, o filme tinha faturado 594 milhões de dólares nos EUA e Canadá e 1,445 bilhões no resto do mundo, ultrapassando a cifra de 2 bilhões de dólares, a maior bilheteria da história se não considerados os reajustes inflacionários.
No Brasil, Avatar ultrapassou o recorde anterior de A Era do Gelo 3, tornando-se a maior bilheteria do país com mais de 102,3 milhões de reais (quase 64 milhões de dólares), arrecadados e levando 9,1 milhões de pessoas ao cinema. A bilheteria foi superada um ano depois por Tropa de Elite 2: o Inimigo agora É Outro, com 104 milhões de reais.
Em Portugal com 1.207.749 espectadores nas salas de cinema, tornou-se no filme mais visto de sempre, sendo apenas superado em 2019 pelo filme O Rei Leão.

## Acusações de plágio
Desde sua divulgação, o filme Avatar tem recebido inúmeras acusações de plágio, que vão desde o enredo, reivindicado por um escritor chinês que alega que 80% da produção hollywoodiana é plagio de seu livro, até a imagem dos Na'vi, que são quase idênticas aos personagens dos quadrinhos da década de 1980, Timespirits.

## Jogo
O filme também foi adaptado para o videogame Avatar: The Game, para PlayStation 3, Xbox 360, Nintendo DS, PlayStation Portable e PC, com uma história que se passa antes dos eventos do filme. Em 2023, após o lançamento da sequência Avatar: The Way of Water, foi lançado mais um jogo baseado na franquia, Avatar: Frontiers of Pandora.

## Prêmios e indicações

### Óscar (2010)
| Ano  | Categoria                      | Resultado |
| ---- | ------------------------------ | --------- |
| 2010 | Melhor Filme                   | Indicado  |
| 2010 | Melhor Diretor - James Cameron | Indicado  |
| 2010 | Melhor Edição                  | Indicado  |
| 2010 | Melhor Fotografia              | Venceu    |
| 2010 | Melhor Direção de Arte         | Venceu    |
| 2010 | Melhores Efeitos Visuais       | Venceu    |
| 2010 | Melhor Edição de Som           | Indicado  |
| 2010 | Melhor Mixagem de Som          | Indicado  |
| 2010 | Melhor Trilha Sonora           | Indicado  |

### Globo de Ouro (2010)
| Ano  | Categoria                          | Resultado |
| ---- | ---------------------------------- | --------- |
| 2010 | Melhor Filme                       | Venceu    |
| 2010 | Melhor Diretor - James Cameron     | Venceu    |
| 2010 | Melhor Canção Original - I See You | Indicado  |
| 2010 | Melhor Trilha Sonora               | Indicado  |

## Sequências
Antes do lançamento de Avatar, James Cameron esperava produzir uma ou três sequências do filme, caso ele fosse bem-sucedido. Mais tarde, ele confirmou que a primeira sequência seria realmente lançada, e que iria se focar no oceano do planeta Pandora e deve continuar a seguir os personagens Jake e Neytiri.